# Lopah petawaran
Der Lopah petawaran, auch Guru-Messer, tombolada oder tordjong genannt,  ist ein Dolch aus Sumatra in Indonesien.

## Beschreibung
Der Lopah petawaran hat eine gerade, einschneidige, breite Klinge. Die Klinge ist vom Heft bis zum Ort gleich breit. Der Klingenrücken und die Schneide sind gerade. Der Ort ist abgerundet, der Klingenrücken ist länger als die Schneide.
Das Heft besteht aus Horn, Holz oder Metall, ist zur Klingenseite hin abgebogen und hat einen spitzen Knauf. Diese Knaufform nennt man hulu jongo (Storchenschnabelgriff nach Form eines Schwarzschnabelstorches, jongo).
Die Scheiden bestehen aus Holz oder Horn und sind bei manchen Versionen mit Metallblech überzogen. Die Scheiden sind oft verziert. Nach van Zonneveld (2001) ist der Lopah petawaran eine altertümliche Dolchform, aus der der Rencong entwickelt wurde.

## Besondere Verwendung
Er wurde benutzt, um Markierungen in die Ohren von Büffeln, den Hausrindern, zu schneiden und war außerdem als zeremonielle Waffe gebräuchlich. Er wurde in Mehl und Wasser getaucht, dann wurden Personen mit der Mehlmischung besprengt, um sie von bösen Einflüssen zu befreien. Der indonesische Name tawar bedeutet „um Schwäche abzuwehren“.

## Verbreitung
Der Lopah petawaran wird von Ethnien aus Sumatra benutzt, von denen die in Aceh, die Achinesen, die Gayo und die Karo Batak speziell genannt werden.